# Priperia bicolor
Priperia bicolor är en spindelart som beskrevs av Simon 1904. Priperia bicolor ingår i släktet Priperia och familjen täckvävarspindlar. Inga underarter finns listade i Catalogue of Life.